# Saudade: A Lisboa Que Eu Nunca Conheci
Saudade: A Lisboa Que Eu Nunca Conheci (2022) é uma curta-metragem poética portuguesa de Márcio D'Astrain.
Estreou no Verão de 2022 em Toronto, no Couch Film Festival.

## Sinopse
Uma carta de amor de uma alma americana à grande cidade de Lisboa.
Uma curta-metragem poética produzida pela Motion Bloom Studios, escrita e realizada por Márcio D'Astrain, com o vencedor de 3 Emmys® Tom Mustin e com a banda sonora original da talentosa Mara Nunes.

## Prémios
| Ano  | Festival                          | Categoria                        | Resultado |
| ---- | --------------------------------- | -------------------------------- | --------- |
| 2021 | Focus International Film Festival | Melhor Poster                    | Nomeado   |
| 2022 | Couch Film Festival               | Melhor Guião                     | Nomeado   |
| 2022 | Couch Film Festival               | Melhor Cinematografia            | Nomeado   |
| 2022 | Kings Cross Film Awards           | Melhor Curta Metragem            | Nomeado   |
| 2022 | Black Hat Film Festival           | Melhor Curta-Metragem            | Venceu    |
| 2022 | Black Hat Film Festival           | Melhor Canção Original - Saudade | Venceu    |